# Stanley Cup playoff 1991
I playoff della Stanley Cup 1991 del campionato NHL 1990-1991 hanno avuto inizio il 3 aprile 1991. Le sedici squadre qualificate per i playoff, otto da ciascuna Conference, hanno giocato una serie di partite al meglio di sette per i quarti di finale, semifinali e finali di Conference. I vincitori delle due Conference hanno disputato una serie di partite al meglio di sette per la conquista della Stanley Cup.
I North Stars sconfiggendo gli Edmonton Oilers diventarono la prima squadra proveniente dalla Norris Division a disputare la finale della Stanley Cup dopo il riallineamento delle franchigie nel 1981. Durante i playoff si disputarono ben 92 incontri, stabilendo un nuovo primato, mentre per la prima volta dai playoff del 1973 nessuna formazione fu eliminata con un 4-0, fatto che si sarebbe ripetuto per la prima volta solo nel 2002.

## Squadre partecipanti

### Prince of Wales Conference

#### Adams Division
1. Boston Bruins - vincitori della Adams Division e della stagione regolare nella Prince of Wales Conference, 100 punti
2. Montreal Canadiens - 89 punti
3. Buffalo Sabres - 81 punti
4. Hartford Whalers - 73 punti

#### Patrick Division
1. Pittsburgh Penguins - vincitori della Patrick Division, 88 punti
2. New York Rangers - 85 punti
3. Washington Capitals - 81 punti
4. New Jersey Devils - 79 punti

### Clarence S. Campbell Conference

#### Norris Division
1. Chicago Blackhawks - vincitori della Norris Division, della stagione regolare nella Clarence S. Campbell Conference e del Presidents' Trophy, 109 punti
2. St. Louis Blues - 105 punti
3. Detroit Red Wings - 76 punti
4. Minnesota North Stars - 68 punti

#### Smythe Division
1. Los Angeles Kings - vincitori della Smythe Division, 102 punti
2. Calgary Flames - 100 punti
3. Edmonton Oilers - 80 punti
4. Vancouver Canucks - 65 punti

### Tabellone
Nel primo turno la squadra con il ranking più alto di ciascuna Division si sfida con quella dal posizionamento più basso seguendo lo schema 1-4 e 2-3, usufruendo anche del vantaggio del fattore campo. Il secondo turno determina la vincente divisionale, mentre il terzo vede affrontarsi le squadre vincenti delle Division della stessa Conference per accedere alla finale di Stanley Cup. Il fattore campo osservato nelle finali di conference e in finale di Stanley Cup fu determinato dai punti ottenuti in stagione regolare. Ciascuna serie, al meglio delle sette gare, seguì il formato 2–2–1–1–1: la squadra migliore in stagione regolare avrebbe disputato in casa Gara-1 e 2, (se necessario anche Gara-5 e 7), mentre quella posizionata peggio avrebbe giocato nel proprio palazzetto Gara-3 e 4 (se necessario anche Gara-6).
|  | Semifinali Division | Semifinali Division   | Semifinali Division |                       |    | Finali Division     | Finali Division | Finali Division |  |  | Finali Conference | Finali Conference | Finali Conference |  |  | Finale Stanley Cup | Finale Stanley Cup | Finale Stanley Cup |  |
|  |                     |                       |                     |                       |    |                     |                 |                 |  |  |                   |                   |                   |  |  |                    |                    |                    |  |
|  | A1                  | Boston Bruins         | 4                   |                       |    |                     |                 |                 |  |  |                   |                   |                   |  |  |                    |                    |                    |  |
|  | A1                  | Boston Bruins         | 4                   |                       |    |                     |                 |                 |  |  |                   |                   |                   |  |  |                    |                    |                    |  |
|  | A4                  | Hartford Whalers      | 2                   |                       |    |                     |                 |                 |  |  |                   |                   |                   |  |  |                    |                    |                    |  |
|  | A4                  | Hartford Whalers      | 2                   |                       | A1 | Boston Bruins       | 4               |                 |  |  |                   |                   |                   |  |  |                    |                    |                    |  |
|  |                     |                       |                     |                       | A1 | Boston Bruins       | 4               |                 |  |  |                   |                   |                   |  |  |                    |                    |                    |  |
|  |                     |                       | A2                  | Montreal Canadiens    | 3  |                     |                 |                 |  |  |                   |                   |                   |  |  |                    |                    |                    |  |
|  | A2                  | Montreal Canadiens    | A2                  | Montreal Canadiens    | 3  | 4                   |                 |                 |  |  |                   |                   |                   |  |  |                    |                    |                    |  |
|  | A2                  | Montreal Canadiens    |                     |                       |    |                     |                 |                 |  |  |                   |                   |                   |  |  |                    |                    |                    |  |
|  | A3                  | Buffalo Sabres        | 2                   |                       |    |                     |                 |                 |  |  |                   |                   |                   |  |  |                    |                    |                    |  |
|  | A3                  | Buffalo Sabres        | 2                   |                       | A1 | Boston Bruins       | 2               |                 |  |  |                   |                   |                   |  |  |                    |                    |                    |  |
|  |                     |                       |                     |                       |    |                     |                 |                 |  |  |                   |                   |                   |  |  |                    |                    |                    |  |
|  |                     |                       | P1                  | Pittsburgh Penguins   | 4  |                     |                 |                 |  |  |                   |                   |                   |  |  |                    |                    |                    |  |
|  | P1                  | Pittsburgh Penguins   | P1                  | Pittsburgh Penguins   | 4  | 4                   |                 |                 |  |  |                   |                   |                   |  |  |                    |                    |                    |  |
|  | P1                  | Pittsburgh Penguins   |                     |                       |    |                     |                 |                 |  |  |                   |                   |                   |  |  |                    |                    |                    |  |
|  | P4                  | New Jersey Devils     | 3                   |                       |    |                     |                 |                 |  |  |                   |                   |                   |  |  |                    |                    |                    |  |
|  | P4                  | New Jersey Devils     | 3                   |                       | P1 | Pittsburgh Penguins | 4               |                 |  |  |                   |                   |                   |  |  |                    |                    |                    |  |
|  |                     |                       |                     |                       | P1 | Pittsburgh Penguins | 4               |                 |  |  |                   |                   |                   |  |  |                    |                    |                    |  |
|  |                     |                       | P3                  | Washington Capitals   | 1  |                     |                 |                 |  |  |                   |                   |                   |  |  |                    |                    |                    |  |
|  | P2                  | New York Rangers      | P3                  | Washington Capitals   | 1  | 2                   |                 |                 |  |  |                   |                   |                   |  |  |                    |                    |                    |  |
|  | P2                  | New York Rangers      |                     |                       |    |                     |                 |                 |  |  |                   |                   |                   |  |  |                    |                    |                    |  |
|  | P3                  | Washington Capitals   | 4                   |                       |    |                     |                 |                 |  |  |                   |                   |                   |  |  |                    |                    |                    |  |
|  | P3                  | Washington Capitals   | 4                   |                       | P1 | Pittsburgh Penguins | 4               |                 |  |  |                   |                   |                   |  |  |                    |                    |                    |  |
|  |                     |                       |                     |                       |    |                     |                 |                 |  |  |                   |                   |                   |  |  |                    |                    |                    |  |
|  |                     |                       | N4                  | Minnesota North Stars | 2  |                     |                 |                 |  |  |                   |                   |                   |  |  |                    |                    |                    |  |
|  | N1                  | Chicago Blackhawks    | N4                  | Minnesota North Stars | 2  | 2                   |                 |                 |  |  |                   |                   |                   |  |  |                    |                    |                    |  |
|  | N1                  | Chicago Blackhawks    |                     |                       |    |                     |                 |                 |  |  |                   |                   |                   |  |  |                    |                    |                    |  |
|  | N4                  | Minnesota North Stars | 4                   |                       |    |                     |                 |                 |  |  |                   |                   |                   |  |  |                    |                    |                    |  |
|  | N4                  | Minnesota North Stars | 4                   |                       | N2 | St. Louis Blues     | 2               |                 |  |  |                   |                   |                   |  |  |                    |                    |                    |  |
|  |                     |                       |                     |                       | N2 | St. Louis Blues     | 2               |                 |  |  |                   |                   |                   |  |  |                    |                    |                    |  |
|  |                     |                       | N4                  | Minnesota North Stars | 4  |                     |                 |                 |  |  |                   |                   |                   |  |  |                    |                    |                    |  |
|  | N2                  | St. Louis Blues       | N4                  | Minnesota North Stars | 4  | 4                   |                 |                 |  |  |                   |                   |                   |  |  |                    |                    |                    |  |
|  | N2                  | St. Louis Blues       |                     |                       |    |                     |                 |                 |  |  |                   |                   |                   |  |  |                    |                    |                    |  |
|  | N3                  | Detroit Red Wings     | 3                   |                       |    |                     |                 |                 |  |  |                   |                   |                   |  |  |                    |                    |                    |  |
|  | N3                  | Detroit Red Wings     | 3                   |                       | S3 | Edmonton Oilers     | 1               |                 |  |  |                   |                   |                   |  |  |                    |                    |                    |  |
|  |                     |                       |                     |                       |    |                     |                 |                 |  |  |                   |                   |                   |  |  |                    |                    |                    |  |
|  |                     |                       | N4                  | Minnesota North Stars | 4  |                     |                 |                 |  |  |                   |                   |                   |  |  |                    |                    |                    |  |
|  | S1                  | Los Angeles Kings     | N4                  | Minnesota North Stars | 4  | 4                   |                 |                 |  |  |                   |                   |                   |  |  |                    |                    |                    |  |
|  | S1                  | Los Angeles Kings     |                     |                       |    |                     |                 |                 |  |  |                   |                   |                   |  |  |                    |                    |                    |  |
|  | S4                  | Vancouver Canucks     | 2                   |                       |    |                     |                 |                 |  |  |                   |                   |                   |  |  |                    |                    |                    |  |
|  | S4                  | Vancouver Canucks     | 2                   |                       | S1 | Los Angeles Kings   | 2               |                 |  |  |                   |                   |                   |  |  |                    |                    |                    |  |
|  |                     |                       |                     |                       | S1 | Los Angeles Kings   | 2               |                 |  |  |                   |                   |                   |  |  |                    |                    |                    |  |
|  |                     |                       | S3                  | Edmonton Oilers       | 4  |                     |                 |                 |  |  |                   |                   |                   |  |  |                    |                    |                    |  |
|  | S2                  | Calgary Flames        | S3                  | Edmonton Oilers       | 4  | 3                   |                 |                 |  |  |                   |                   |                   |  |  |                    |                    |                    |  |
|  | S2                  | Calgary Flames        |                     |                       |    |                     |                 |                 |  |  |                   |                   |                   |  |  |                    |                    |                    |  |
|  | S3                  | Edmonton Oilers       | 4                   |                       |    |                     |                 |                 |  |  |                   |                   |                   |  |  |                    |                    |                    |  |

## Prince of Wales Conference

### Semifinali di Division

#### Boston - Hartford
| Boston 3 aprile 1991 | Hartford Whalers | 5 – 2 (1-1; 2-1; 2-0) referto | Boston Bruins | Boston Garden (14.448 spett.) |

| Boston 5 aprile 1991 | Hartford Whalers | 3 – 4 (2-1; 1-1; 0-2) referto | Boston Bruins | Boston Garden (14.448 spett.) |

| Hartford 7 aprile 1991 | Boston Bruins | 6 – 3 (1-0; 1-1; 4-2) referto | Hartford Whalers | Hartford Civic Center (15.635 spett.) |

| Hartford 9 aprile 1991 | Boston Bruins | 3 – 4 (2-4; 0-0; 1-0) referto | Hartford Whalers | Hartford Civic Center (14.198 spett.) |

| Boston 11 aprile 1991 | Hartford Whalers | 1 – 6 (0-0; 1-0; 0-6) referto | Boston Bruins | Boston Garden (14.448 spett.) |

| Hartford 13 aprile 1991 | Boston Bruins | 3 – 1 (2-0; 1-0; 0-1) referto | Hartford Whalers | Hartford Civic Center (15.635 spett.) |

#### Montreal - Buffalo
| Montréal 3 aprile 1991 | Buffalo Sabres | 5 – 7 (2-4; 1-2; 2-1) referto | Montreal Canadiens | Forum de Montréal (16.343 spett.) |

| Montréal 5 aprile 1991 | Buffalo Sabres | 4 – 5 (1-0; 1-2; 2-3) referto | Montreal Canadiens | Forum de Montréal (16.811 spett.) |

| Buffalo 7 aprile 1991 | Montreal Canadiens | 4 – 5 (3-2; 1-2; 0-1) referto | Buffalo Sabres | Buffalo Memorial Auditorium (14.609 spett.) |

| Buffalo 9 aprile 1991 | Montreal Canadiens | 4 – 6 (2-3; 2-2; 0-1) referto | Buffalo Sabres | Buffalo Memorial Auditorium (14.076 spett.) |

| Montréal 11 aprile 1991 | Buffalo Sabres | 3 – 4 (d.t.s.) (1-2; 1-1; 1-0) referto | Montreal Canadiens | Forum de Montréal (16.985 spett.) |

| Buffalo 13 aprile 1991 | Montreal Canadiens | 5 – 1 (0-0; 3-1; 2-0) referto | Buffalo Sabres | Buffalo Memorial Auditorium (16.325 spett.) |

#### Pittsburgh - New Jersey
| Pittsburgh 3 aprile 1991 | New Jersey Devils | 3 – 1 (0-0; 1-1; 2-0) referto | Pittsburgh Penguins | Civic Arena (16.164 spett.) |

| Pittsburgh 5 aprile 1991 | New Jersey Devils | 4 – 5 (d.t.s.) (1-1; 2-2; 1-1) referto | Pittsburgh Penguins | Civic Arena (16.164 spett.) |

| East Rutherford 7 aprile 1991 | Pittsburgh Penguins | 4 – 3 (1-1; 1-1; 2-1) referto | New Jersey Devils | Brendan Byrne Arena (16.899 spett.) |

| East Rutherford 9 aprile 1991 | Pittsburgh Penguins | 1 – 4 (0-2; 0-0; 1-2) referto | New Jersey Devils | Brendan Byrne Arena (16.552 spett.) |

| Pittsburgh 11 aprile 1991 | New Jersey Devils | 4 – 2 (0-2; 0-0; 1-2) referto | Pittsburgh Penguins | Civic Arena (16.164 spett.) |

| East Rutherford 13 aprile 1991 | Pittsburgh Penguins | 4 – 3 (3-1; 1-2; 0-0) referto | New Jersey Devils | Brendan Byrne Arena (19.040 spett.) |

| Pittsburgh 15 aprile 1991 | New Jersey Devils | 0 – 4 (0-2; 0-1; 0-1) referto | Pittsburgh Penguins | Civic Arena (16.164 spett.) |

#### NY Rangers - Washington
| New York 3 aprile 1991 | Washington Capitals | 1 – 2 (0-0; 0-2; 1-0) referto | New York Rangers | Madison Square Garden (16.792 spett.) |

| New York 5 aprile 1991 | Washington Capitals | 3 – 0 (1-0; 0-0; 2-0) referto | New York Rangers | Madison Square Garden (16.792 spett.) |

| Landover 7 aprile 1991 | New York Rangers | 6 – 0 (2-0; 2-0; 2-0) referto | Washington Capitals | Capital Centre (16.592 spett.) |

| Landover 9 aprile 1991 | New York Rangers | 2 – 3 (1-0; 0-2; 1-1) referto | Washington Capitals | Capital Centre (15.741 spett.) |

| New York 11 aprile 1991 | Washington Capitals | 5 – 4 (1-2; 2-1; 1-1) referto | New York Rangers | Madison Square Garden (16.792 spett.) |

| Landover 13 aprile 1991 | New York Rangers | 2 – 4 (0-3; 2-1; 0-0) referto | Washington Capitals | Capital Centre (18.130 spett.) |

### Finali di Division

#### Boston - Montreal
| Boston 17 aprile 1991 | Montreal Canadiens | 1 – 2 (1-0; 0-1; 0-1) referto | Boston Bruins | Boston Garden (14.448 spett.) |

| Boston 19 aprile 1991 | Montreal Canadiens | 4 – 3 (d.t.s.) (0-2; 1-0; 2-1) referto | Boston Bruins | Boston Garden (14.448 spett.) |

| Montréal 21 aprile 1991 | Boston Bruins | 3 – 2 (2-1; 0-0; 1-1) referto | Montreal Canadiens | Forum de Montréal (17.955 spett.) |

| Montréal 23 aprile 1991 | Boston Bruins | 2 – 6 (1-1; 1-3; 0-2) referto | Montreal Canadiens | Forum de Montréal (17.957 spett.) |

| Boston 25 aprile 1991 | Montreal Canadiens | 1 – 4 (1-1; 0-1; 0-2) referto | Boston Bruins | Boston Garden (14.448 spett.) |

| Montréal 27 aprile 1991 | Boston Bruins | 2 – 3 (d.t.s.) (1-1; 0-0; 1-1) referto | Montreal Canadiens | Forum de Montréal (17.955 spett.) |

| Boston 29 aprile 1991 | Montreal Canadiens | 1 – 2 (0-0; 0-1; 1-1) referto | Boston Bruins | Boston Garden (14.448 spett.) |

#### Pittsburgh - Washington
| Pittsburgh 17 aprile 1991 | Washington Capitals | 4 – 2 (0-1; 1-1; 3-0) referto | Pittsburgh Penguins | Civic Arena (16.164 spett.) |

| Pittsburgh 19 aprile 1991 | Washington Capitals | 6 – 7 (d.t.s.) (1-2; 2-3; 3-1) referto | Pittsburgh Penguins | Civic Arena (16.164 spett.) |

| Landover 21 aprile 1991 | Pittsburgh Penguins | 3 – 1 (1-1; 2-0; 0-0) referto | Washington Capitals | Capital Centre (18.130 spett.) |

| Landover 23 aprile 1991 | Pittsburgh Penguins | 3 – 1 (1-1; 0-0; 2-0) referto | Washington Capitals | Capital Centre (18.130 spett.) |

| Pittsburgh 25 aprile 1991 | Washington Capitals | 1 – 4 (0-1; 1-1; 0-2) referto | Pittsburgh Penguins | Civic Arena (16.164 spett.) |

### Finale di Conference

#### Boston - Pittsburgh
| Boston 1º maggio 1991 | Pittsburgh Penguins | 3 – 6 (2-2; 0-2; 1-2) referto | Boston Bruins | Boston Garden (14.448 spett.) |

| Boston 3 maggio 1991 | Pittsburgh Penguins | 4 – 5 (d.t.s.) (2-2; 0-1; 2-1) referto | Boston Bruins | Boston Garden (14.448 spett.) |

| Pittsburgh 5 maggio 1991 | Boston Bruins | 1 – 4 (0-1; 1-3; 0-0) referto | Pittsburgh Penguins | Civic Arena (16.164 spett.) |

| Pittsburgh 7 maggio 1991 | Boston Bruins | 1 – 4 (0-1; 0-1; 1-2) referto | Pittsburgh Penguins | Civic Arena (16.164 spett.) |

| Boston 9 maggio 1991 | Pittsburgh Penguins | 7 – 2 (3-2; 2-0; 2-0) referto | Boston Bruins | Boston Garden (14.448 spett.) |

| Pittsburgh 11 maggio 1991 | Boston Bruins | 3 – 5 (0-0; 2-2; 1-3) referto | Pittsburgh Penguins | Civic Arena (16.164 spett.) |

## Clarence S. Campbell Conference

### Semifinali di Division

#### Chicago - Minnesota
| Chicago 4 aprile 1991 | Minnesota North Stars | 4 – 3 (d.t.s.) (2-2; 0-1; 1-0) referto | Chicago Blackhawks | Chicago Stadium (18.012 spett.) |

| Chicago 6 aprile 1991 | Minnesota North Stars | 2 – 5 (0-1; 0-3; 2-1) referto | Chicago Blackhawks | Chicago Stadium (18.190 spett.) |

| Bloomington 8 aprile 1991 | Chicago Blackhawks | 6 – 5 (2-5; 2-0; 2-0) referto | Minnesota North Stars | Met Center (12.753 spett.) |

| Bloomington 10 aprile 1991 | Chicago Blackhawks | 1 – 3 (0-1; 0-2; 1-0) referto | Minnesota North Stars | Met Center (14.343 spett.) |

| Chicago 12 aprile 1991 | Minnesota North Stars | 6 – 0 (1-0; 4-0; 1-0) referto | Chicago Blackhawks | Chicago Stadium (17.641 spett.) |

| Bloomington 14 aprile 1991 | Chicago Blackhawks | 1 – 3 (0-2; 0-0; 1-1) referto | Minnesota North Stars | Met Center (15.274 spett.) |

#### St. Louis - Detroit
| St. Louis 4 aprile 1991 | Detroit Red Wings | 6 – 3 (1-0; 2-1; 3-2) referto | St. Louis Blues | St. Louis Arena (17.105 spett.) |

| St. Louis 6 aprile 1991 | Detroit Red Wings | 2 – 4 (2-0; 0-0; 0-4) referto | St. Louis Blues | St. Louis Arena (17.579 spett.) |

| Detroit 8 aprile 1991 | St. Louis Blues | 2 – 5 (0-0; 1-1; 1-4) referto | Detroit Red Wings | Joe Louis Arena (19.875 spett.) |

| Detroit 10 aprile 1991 | St. Louis Blues | 3 – 4 (1-1; 0-1; 2-2) referto | Detroit Red Wings | Joe Louis Arena (19.875 spett.) |

| St. Louis 12 aprile 1991 | Detroit Red Wings | 1 – 6 (1-3; 0-2; 0-1) referto | St. Louis Blues | St. Louis Arena (17.842 spett.) |

| Detroit 14 aprile 1991 | St. Louis Blues | 3 – 0 (1-0; 1-0; 1-0) referto | Detroit Red Wings | Joe Louis Arena (19.875 spett.) |

| St. Louis 16 aprile 1991 | Detroit Red Wings | 2 – 3 (0-1; 1-1; 1-1) referto | St. Louis Blues | St. Louis Arena (18.635 spett.) |

#### Los Angeles - Vancouver
| Los Angeles 4 aprile 1991 | Vancouver Canucks | 6 – 5 (3-2; 0-3; 3-0) referto | Los Angeles Kings | Great Western Forum (16.005 spett.) |

| Los Angeles 6 aprile 1991 | Vancouver Canucks | 2 – 3 (d.t.s.) (1-0; 1-1; 0-1) referto | Los Angeles Kings | Great Western Forum (16.005 spett.) |

| Vancouver 8 aprile 1991 | Los Angeles Kings | 1 – 2 (d.t.s.) (0-0; 0-1; 1-0) referto | Vancouver Canucks | Pacific Coliseum (16.123 spett.) |

| Vancouver 10 aprile 1991 | Los Angeles Kings | 6 – 1 (2-1; 1-0; 3-0) referto | Vancouver Canucks | Pacific Coliseum (16.123 spett.) |

| Los Angeles 12 aprile 1991 | Vancouver Canucks | 4 – 7 (2-3; 2-3; 0-1) referto | Los Angeles Kings | Great Western Forum (16.005 spett.) |

| Vancouver 14 aprile 1991 | Los Angeles Kings | 4 – 1 (1-0; 0-1; 3-0) referto | Vancouver Canucks | Pacific Coliseum (16.123 spett.) |

#### Calgary - Edmonton
| Calgary 4 aprile 1991 | Edmonton Oilers | 3 – 1 (1-1; 1-0; 1-0) referto | Calgary Flames | Olympic Saddledome (20.176 spett.) |

| Calgary 6 aprile 1991 | Edmonton Oilers | 1 – 3 (0-1; 1-2; 0-0) referto | Calgary Flames | Olympic Saddledome (20.176 spett.) |

| Edmonton 8 aprile 1991 | Calgary Flames | 3 – 4 (1-1; 2-1; 0-2) referto | Edmonton Oilers | Northlands Coliseum (17.242 spett.) |

| Edmonton 10 aprile 1991 | Calgary Flames | 2 – 5 (2-0; 0-3; 0-2) referto | Edmonton Oilers | Northlands Coliseum (17.503 spett.) |

| Calgary 12 aprile 1991 | Edmonton Oilers | 3 – 5 (2-2; 1-2; 0-1) referto | Calgary Flames | Olympic Saddledome (20.176 spett.) |

| Edmonton 14 aprile 1991 | Calgary Flames | 2 – 1 (d.t.s.) (0-1; 1-0; 0-0) referto | Edmonton Oilers | Northlands Coliseum (17.503 spett.) |

| Calgary 16 aprile 1991 | Edmonton Oilers | 5 – 4 (d.t.s.) (1-3; 2-0; 1-1) referto | Calgary Flames | Olympic Saddledome (20.176 spett.) |

### Finali di Division

#### St. Louis - Minnesota
| St. Louis 18 aprile 1991 | Minnesota North Stars | 2 – 1 (2-0; 0-0; 0-1) referto | St. Louis Blues | St. Louis Arena (16.911 spett.) |

| St. Louis 20 aprile 1991 | Minnesota North Stars | 2 – 5 (2-1; 0-1; 0-3) referto | St. Louis Blues | St. Louis Arena (18.051 spett.) |

| Bloomington 22 aprile 1991 | St. Louis Blues | 1 – 5 (0-4; 1-1; 0-0) referto | Minnesota North Stars | Met Center (14.341 spett.) |

| Bloomington 24 aprile 1991 | St. Louis Blues | 4 – 8 (1-3; 1-5; 2-0) referto | Minnesota North Stars | Met Center (15.326 spett.) |

| St. Louis 26 aprile 1991 | Minnesota North Stars | 2 – 4 (0-1; 0-2; 2-1) referto | St. Louis Blues | St. Louis Arena (18.520 spett.) |

| Bloomington 28 aprile 1991 | St. Louis Blues | 2 – 3 (0-0; 0-0; 2-3) referto | Minnesota North Stars | Met Center (15.274 spett.) |

#### Los Angeles - Edmonton
| Los Angeles 18 aprile 1991 | Edmonton Oilers | 3 – 4 (d.t.s.) (0-1; 1-1; 2-1) referto | Los Angeles Kings | Great Western Forum (16.005 spett.) |

| Los Angeles 20 aprile 1991 | Edmonton Oilers | 4 – 3 (d.t.s.) (2-2; 1-0; 0-1) referto | Los Angeles Kings | Great Western Forum (16.005 spett.) |

| Edmonton 22 aprile 1991 | Los Angeles Kings | 3 – 4 (d.t.s.) (0-0; 1-1; 2-2) referto | Edmonton Oilers | Northlands Coliseum (17.503 spett.) |

| Edmonton 24 aprile 1991 | Los Angeles Kings | 2 – 4 (1-3; 1-0; 0-1) referto | Edmonton Oilers | Northlands Coliseum (17.503 spett.) |

| Los Angeles 26 aprile 1991 | Edmonton Oilers | 2 – 5 (1-3; 0-1; 1-1) referto | Los Angeles Kings | Great Western Forum (16.005 spett.) |

| Edmonton 28 aprile 1991 | Los Angeles Kings | 3 – 4 (d.t.s.) (0-1; 2-1; 1-1) referto | Edmonton Oilers | Northlands Coliseum (17.503 spett.) |

### Finale di Conference

#### Edmonton - Minnesota
| Edmonton 2 maggio 1991 | Minnesota North Stars | 3 – 1 (1-1; 1-0; 1-0) referto | Edmonton Oilers | Northlands Coliseum (17.082 spett.) |

| Edmonton 4 maggio 1991 | Minnesota North Stars | 2 – 7 (1-4; 1-2; 0-1) referto | Edmonton Oilers | Northlands Coliseum (17.500 spett.) |

| Bloomington 6 maggio 1991 | Edmonton Oilers | 3 – 7 (1-3; 2-2; 0-2) referto | Minnesota North Stars | Met Center (15.073 spett.) |

| Bloomington 8 maggio 1991 | Edmonton Oilers | 1 – 5 (1-2; 0-3; 0-0) referto | Minnesota North Stars | Met Center (15.274 spett.) |

| Edmonton 10 maggio 1991 | Minnesota North Stars | 3 – 2 (2-0; 0-1; 1-1) referto | Edmonton Oilers | Northlands Coliseum (17.503 spett.) |

## Finale Stanley Cup
La finale della Stanley Cup 1991 è stata una serie al meglio delle sette gare che ha determinato il campione della National Hockey League per la stagione 1990-11. I Pittsburgh Penguins hanno sconfitto i Minnesota North Stars in sei partite e si sono aggiudicati la Stanley Cup per la prima volta nella loro storia.

## Statistiche

### Classifica marcatori
La seguente lista elenca i migliori marcatori al termine dei playoff.

| Giocatore     | Squadra               | PG | G  | A  | Pt | +/- | MP |
| ------------- | --------------------- | -- | -- | -- | -- | --- | -- |
| Mario Lemieux | Pittsburgh Penguins   | 23 | 16 | 28 | 44 | +14 | 16 |
| Mark Recchi   | Pittsburgh Penguins   | 24 | 10 | 24 | 34 | +6  | 33 |
| Kevin Stevens | Pittsburgh Penguins   | 24 | 17 | 16 | 33 | +14 | 53 |
| Brian Bellows | Minnesota North Stars | 23 | 10 | 19 | 29 | -6  | 30 |
| Dave Gagner   | Minnesota North Stars | 23 | 12 | 15 | 27 | -4  | 28 |
| Ray Bourque   | Boston Bruins         | 19 | 7  | 18 | 25 | -4  | 12 |
| Larry Murphy  | Pittsburgh Penguins   | 23 | 5  | 18 | 23 | +17 | 44 |
| Brian Propp   | Minnesota North Stars | 23 | 8  | 15 | 23 | -4  | 28 |
| Neal Broten   | Minnesota North Stars | 23 | 9  | 13 | 22 | +2  | 6  |
| Craig Janney  | Boston Bruins         | 18 | 4  | 18 | 22 | -4  | 11 |

### Classifica portieri
Questa è una tabella che combina i cinque migliori portieri dei playoff per media di gol subiti a gara con i cinque migliori portieri per percentuale di parate, con almeno quattro partite disputate. La tabella è ordinata per la media gol subiti, e i criteri di inclusione sono in grassetto.

| Giocatore     | Squadra             | PG | Min     | V  | S | OTS | TC  | GS | SO | Sv%  | MGS  |
| ------------- | ------------------- | -- | ------- | -- | - | --- | --- | -- | -- | ---- | ---- |
| Tom Barrasso  | Pittsburgh Penguins | 20 | 1175:23 | 12 | 7 | 1   | 629 | 51 | 1  | .919 | 2.60 |
| Mike Richter  | New York Rangers    | 6  | 312:46  | 2  | 4 | 1   | 182 | 14 | 1  | .923 | 2.68 |
| Kelly Hrudey  | Los Angeles Kings   | 12 | 798:13  | 6  | 6 | 4   | 382 | 37 | 0  | .903 | 2.78 |
| Don Beaupre   | Washington Capitals | 11 | 624:19  | 5  | 5 | 0   | 294 | 29 | 1  | .901 | 2.79 |
| Chris Terreri | New Jersey Devils   | 7  | 428:06  | 3  | 4 | 1   | 216 | 21 | 0  | .903 | 2.94 |